# سوک مین-هی
سوک مین-هی (انگلیسی: Suk Min-hee؛ زادهٔ ۷ سپتامبر ۱۹۶۸) بازیکن هندبال اهل کره جنوبی است.